# Emile Blauwaert
Emilius Constantinus (Emil) Blauwaert (Sint-Niklaas, 13 juni 1845 – Sint-Gillis, 2 februari 1891) was een Belgisch zanger. Zijn stembereik was bariton.
Hij werd geboren binnen het gezin van schrijnwerker Carolus Ludovicus (Charles Louis) Blauwaert en Virginie Van Loo. Zijn vrouw Amélie Mathilde Blauwaert-Staps (1839-1908) was verdienstelijk pianiste alsook pianolerares. Een van hun zoons kreeg de naam Fritz Peter Benoit Blauwaert mee, als hommage aan de Vlaamse componist Peter Benoit. Emile was ridder in de Leopoldsorde.
Hij kreeg zijn opleiding aan het Conservatorium van Brussel van Eugene Goossens en Henri Warmots. Hij kreeg er onderricht in muziekleer, bazuin, zang en viool. Hij was voor even violist van de Vlaamse Schouwburg in Antwerpen Zijn overstap naar de zangkunst kwam bij toeval. Bij een uitvoering van Frans Ackerman (over Frans Ackerman) van Karel Miry was een van de hoofdzangers ziek; Blauwaert viel in. Hij werd vervolgens concert- en oratoriumzanger met optredens binnen Europa van Londen tot Sint-Petersburg. Hij zong mee in het oratorium De oorlog van Peter Benoit (als "Spotgeest"); even later gevolgd door een rol in Lucifer van Peter Benoit in de Koninklijke Muntschouwburg. Hij zou meer werken van die componist uitvoeren. Hij had al eerder in Parijs gezongen bij met name Charles Lamoureux en diens orkest. Ook in Nederland was hij populair, met bijvoorbeeld concerten in het Paleis voor Volksvlijt (1879). Hij zong onder meer ook in Bayreuth tijdens de Bayreuther Festspiele (Parsifal). In 1889 werd door het Willemsfonds te Gent een feestavond voor hem georganiseerd. Zijn laatst bekende optreden stond gepland op 16 januari 1891 voor de Wagnervereniging in het Concertgebouw in Amsterdam onder leiding van Henri Viotta. Hij moest vanwege ziekte afzeggen, een halve maand later overleed hij. Na zijn dood werd bij opvoeringen van La damnation de Faust van Hector Berlioz in Nederland nog een aantal jaren zijn stem als vergelijkingsmateriaal gebruikt.
Blauwaert gaf enige tijd zangles aan het Conservatorium van Bergen.
- Bibliothèque nationale de France: cb16173861r (data)
- Gemeinsame Normdatei: 117735523
- International Standard Name Identifier: 0000 0000 7369 5721
- MusicBrainz: ee4fa54c-069c-4a63-b979-11f343e8f74c
- Virtual International Authority File: 42622629